# Soho Square Ladies Tournament 2013
Il Soho Square Ladies Tournament 2013 è stato un torneo di tennis facente parte della categoria ITF Women's Circuit nell'ambito dell'ITF Women's Circuit 2013. Il torneo si è giocato a Sharm el-Sheikh in Egitto dal 18 al 24 novembre 2013 su campi in terra rossa e aveva un montepremi di $75,000+H.

## Partecipanti

### Teste di serie
| Nazionalità | Giocatrice               | Ranking* | Testa di serie |
| ----------- | ------------------------ | -------- | -------------- |
| Estonia     | Kaia Kanepi              | 30       | 1              |
| Austria     | Patricia Mayr-Achleitner | 99       | 2              |
| Kazakistan  | Julija Putinceva         | 106      | 3              |
| Spagna      | Estrella Cabeza Candela  | 113      | 4              |
| Slovenia    | Tadeja Majerič           | 116      | 5              |
| Russia      | Aleksandra Panova        | 138      | 6              |
| Russia      | Nina Bratčikova          | 149      | 7              |
| Slovacchia  | Kristína Kučová          | 152      | 8              |

- Ranking all'11 novembre 2013.

### Altre partecipanti
Giocatrici che hanno ricevuto una wild card:
- Fatma Al-Nabhani
- Yuliya Kalabina
- Pauline Payet
- Marina Šamajko

Giocatrici che sono passate dalle qualificazioni:
- Nastja Kolar
- Karin Morgošová
- Ioana Raluca Olaru
- Daniela Seguel
- Maša Zec Peškirič (lucky loser)

Giocatrici che hanno ricevuto un entry come junior exempt:
- Kateřina Siniaková

Giocatrici che hanno ricevuto un entry con un protected ranking:
- Evgenija Rodina

## Vincitrici

### Singolare
Viktorija Kan ha battuto in finale  Nastja Kolar 6–4, 6–4

### Doppio
Timea Bacsinszky /  Kristina Barrois hanno battuto in finale  Anna Morgina /  Kateřina Siniaková con il punteggio di 6(5)–7, 6–0, [10–4]